# Giancarlo Cobelli
Giancarlo Cobelli (12 de diciembre de 1929 – 16 de marzo de 2012) fue un actor y director teatral y cinematográfico de nacionalidad italiana. Uno de los más importantes directores de teatro de su país, fue famoso por su mordaz y original "lectura" de los textos que llevaba a escena.

## Biografía
Nacido en Milán, Italia, Cobelli studio interpretación en el Piccolo Teatro di Milano de Giorgio Strehler. En sus inicios consiguió algunos éxitos como actor y como mimo, tanto en el teatro como en la televisión. Dirigió algunos de los más bellos y representativos espectáculos de la escena italiana, trabajando con actores de primer nivel, como fue el caso de Rossella Falk, Valeria Moriconi, Piera Degli Esposti, Giorgio Albertazzi, Alida Valli, Carla Gravina, Gigi Proietti, Ottavia Piccolo, Turi Ferro, Umberto Orsini, Marisa Fabbri, Giulia Lazzarini, Kim Rossi Stuart, Elisabetta Pozzi, Giuseppe Pambieri, Corrado Pani, Rino Cassano o Giampiero Cicciò.
Entre los numerosos éxitos representados por él figuran obras Las aves, La figlia di Iorio, Aminta, Las traquinias, La Venexiana, La pazza di Chaillot, La locandiera, Seis personajes en busca de autor, Il racconto d'inverno, Antonio y Cleopatra, El mercader de Venecia, Romeo y Julieta , Il dialogo nella palude, Un patriota per me (Premio Ubu de 1991 a la mejor dirección), Troilo y Crésida (Premio Ubu de 1993 al mejor director), Turandot (Premio Ubu de 1981 a la mejor dirección, al mejor espectáculo, a la mejor puesta en escena, de Paolo Tommasi, y a la mejor actriz, Valeria Moriconi), y Re Giovanni.
En 2003 colaboró con la duodécima edición de la École des Maîtres (colaborando con Giovanna Marini). El laboratorio teatral, con jóvenes actores procedentes de toda Europa, se centró en la obra Woyzeck, de Georg Buchner.
Paralelamente (y flanqueado por célebres directores de orquesta como Riccardo Muti, Roberto Abbado, Massimo de Bernart, Spiros Argiris, y Riccardo Chailly), se dedicó a la dirección operística, representando por todo el mundo obras como Tosca, Rigoletto, La condenación de Fausto, L'angelo di fuoco, Salomé, Simón Boccanegra, Tristán e Isolda, Ifigenia en Táuride, y Un baile de máscaras. En Italia dirigió ópera en el Teatro de La Scala de Milán, La Fenice de Venecia, el Teatro Carlo Felice de Génova, Teatro de San Carlos de Nápoles, el Teatro Massimo Bellini de Catania y el Sferisterio de Macerata.
Para el cine dirigió Fermate il mondo... voglio scendere! (1970) y Woyzeck (1973), y actuó en Lo svitato (1955, de Carlo Lizzani), Bianco, rosso, giallo, rosa (de Massimo Mida, 1964), Gli eroi di ieri oggi domani (de Enzo Dell'Aquila, 1964), La bisbetica domata (de Franco Zeffirelli, 1967), H2S (de Roberto Faenza, 1968), Barbarella (de Roger Vadim, 1968), y Jus primae noctis (de Pasquale Festa Campanile, 1972).
Fue director televisivo de la Rai, realizando la miniserie Teresa Raquin (1985), basada en la novela de Émile Zola, y protagonizada por Marina Malfatti.
Giancarlo Cobelli falleció en Roma, Italia, en 2012.

## Televisión
- Il teatro dei ragazzi (1958)
- I Giacobini (1962)
- Raccomandato di ferro, dirección de Edmo Fenoglio (1962)
- Cab Cobelli, dirección de Edmo Fenoglio (1965)

## Selección de su filmografía como actor
- Il marziano Filippo, de Cesare Emilio Gaslini, (1956)
- Guendalina, de Alberto Lattuada (1957)
- Souvenir d'Italie, de Antonio Pietrangeli (1957)
- Io non protesto, io amo, de Ferdinando Baldi (1967)
- H2S, de Roberto Faenza (1969)